# Vejina slojevka
Vejina slojevka (znanstveno ime Stereum ochraceoflavum) je gliva iz rodu slojevk (Stereum).

## Značilnosti
Sprva se oblikujejo majhne in nepravilne čašice, ki so v osrednjem delu pritrjene na podlago, kasneje se klobučki razprejo. Premer je od 0,5 do 2 cm.  Rastejo posamično in se le redko se združijo. Zgornja površina je bledo belkasto siva, rumenkasto siva, sivo rjava ali svetlo rdeča in pokrita z debelo in hrapavo plastjo ščetinastih dlak, ki segajo čez rob. Rob je pogosto belkast.
Trosovnica je gladka ali rahlo progasta, sprva oker rumena, nato krem ali bledo oker in nazadnje rjava.

## Razširjenost in življenjski prostor
Raste na tanjših, odmrlih ali podrtih vejah listavcev in na grmovju.

## Mikroskopske značilnosti
Trosni odtis je bele barve. Trosi so podolgovato elipsasti do valjasti, gladki, amiloidni in merijo 6,5–9 x 2–3 μm.

## Podobne vrste
- dlakava slojevka (Stereum hirsutum) je večja in bolj živahnih barv, njeni klobuki se pogosto združujejo v skupine.
- navadna cepilistka (Schizophyllum commune) od zgoraj je videti podobno, a ima trosovnico sestavljeno iz razcepljenih lističev

## Uporabnost
Neužitna.

## Galerija slik
- zgornja površina klobuka
- trosovnica